# Yuki Richard Stalph
Yuki Richard Stalph (シュタルフ 悠紀 リヒャルト Stalph Yuki Richard?, nacido el 4 de agosto de 1984) es un exfutbolista japonés que se desempeñaba como centrocampista.

## Trayectoria

### Clubes
| Club                | País               | Año         |
| ------------------- | ------------------ | ----------- |
| SpVgg Burgbrohl     | Alemania           | 2004 - 2006 |
| Balestier Khalsa FC | Singapur           | 2007 - 2008 |
| Penn FC             | Estados Unidos     | 2008 - 2009 |
| SC Idar-Oberstein   | Alemania           | 2009 - 2010 |
| Hekari United       | Papúa Nueva Guinea | 2010 - 2011 |
| JEF Reserves        | Japón              | 2011        |
| SC Idar-Oberstein   | Alemania           | 2012 - 2014 |